# Joan Font i Creixems
Joan Font i Creixems   (Santa Coloma de Cervelló, 17 de maig de 1946) és un expilot de trial català que destacà en competicions estatals durant les dècades de 1960 i 1970, època en què formà part del primer equip oficial de trial que muntà Montesa per a competir als campionats nacional i estatal. Ha conegut els models de trial de Montesa des del començament fins al final i durant força anys va col·laborar en l'evolució i la millora del model més emblemàtic de la marca, la Cota.
Actualment, Joan Font practica l'excursionisme amb regularitat, participant setmanalment junt amb altres companys a les sortides que organitza el Centre Excursionista de Sant Feliu de Codines.

## Trajectòria esportiva
Nascut a la Colònia Güell i amb una afició innata a la motocicleta i a l'excursionisme, a 18 anys Font acostumava a passejar per camins de muntanya amb el seu escúter Lambretta, fins que el 1966 descobrí les primeres Bultaco Sherpa T (model que un any abans havia revolucionat la tecnologia del trial) i se'n comprà una. Amb aquella moto (de la versió inicial Sammy Miller) va començar a practicar aquesta disciplina, introduïda a Catalunya feia poc, fins que l'hi robaren el 1967. Aleshores se'n comprà una altra de la darrera versió i hi començà a competir, tant en trial com en enduro (anomenat aleshores Tot Terreny), participant per exemple als 2 Dies de Tot Terreny d'Arenys de Munt.

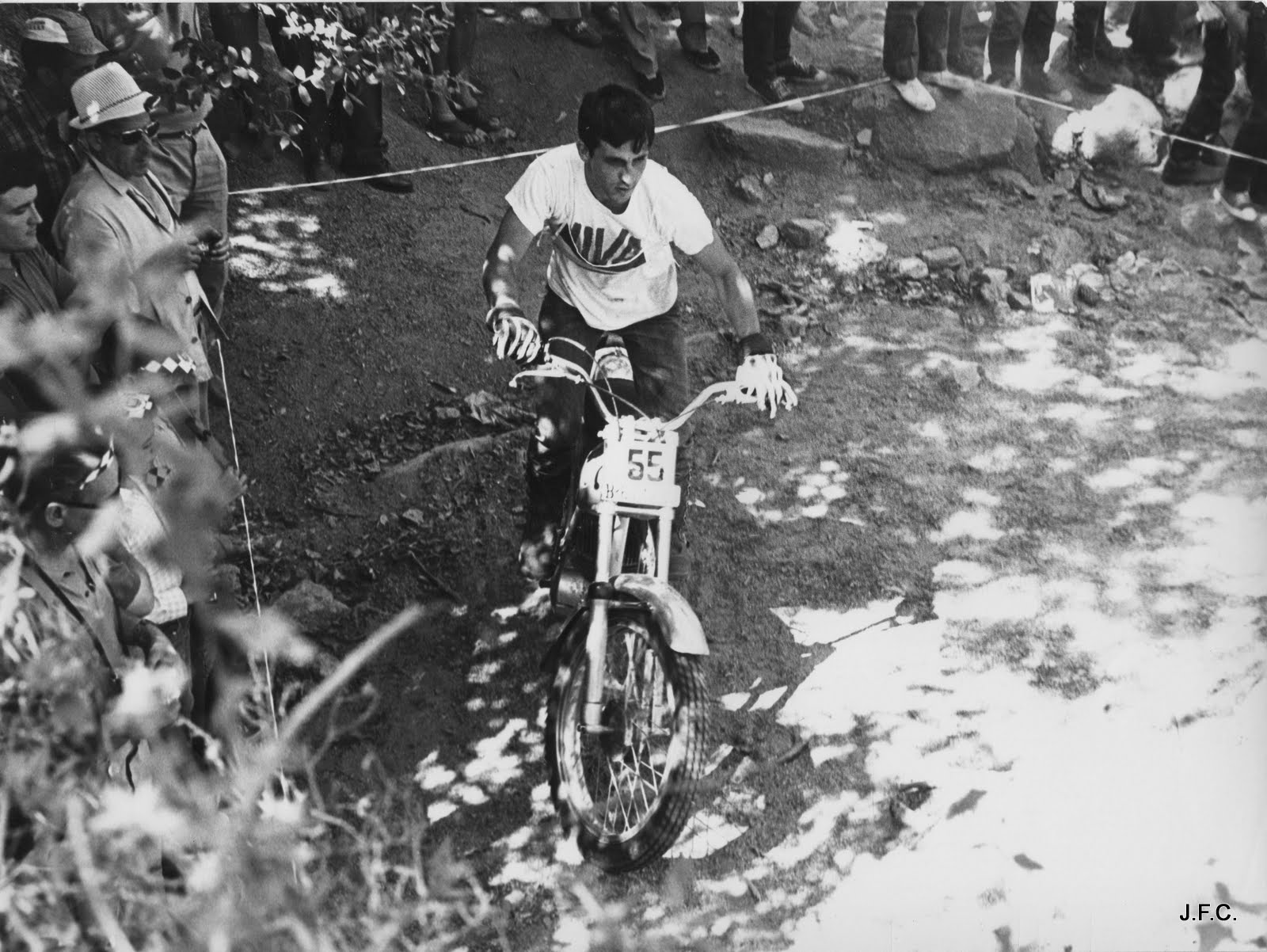
Joan Font amb la Montesa Cota 247 al Trial de Les Santes de 1969

Durant la primavera de 1968, moment de llançament de la Cota 247 (el nou i innovador model de Montesa), el responsable del seu disseny i principal pilot de la marca, Pere Pi, li proposà de ser semi-oficial de Montesa. Font acceptà i s'incorporà així al potent equip de la marca d'Esplugues, integrat a banda del mateix Pi per Joan Bordas, Jordi Permanyer (fill del fundador de Montesa), Jordi Ros, Oriol Guixà, Jordi Rabasa (nebot del fundador de Derbi), Xavier Blanch i Leopoldo Polin Milà (fill de l'enginyer de la casa, Leopoldo Milà).
L'inicial tracte verbal fet amb Pere Pi es materialitzà amb la signatura d'un contracte l'any 1972, esdevenint així pilot oficial de la marca amb tots els "ets i uts". Com a membre de l'equip Montesa, Joan Font va participar també en alguna competició de motocròs i de Resistència TT (concretament, a les 6 Hores de Cardedeu de 1969, amb la Cappra 360 i amb Joan Bordas de company d'equip). Al febrer de 1973 va aconseguir la victòria al Trial del Corn (disputat prop de Cornellà de Llobregat) i l'any següent va ser el guanyador de la categoria de fins a 175 cc d'una classificació conjunta que es va fer entre els Tres Dies de Trial de Santigosa i els Tres Dies dels Cingles, amb una Cota 123 apujada de cilindrada que era el prototipus de la futura Cota 172. El seu millor resultat en una prova del campionat estatal fou una setena posició.
El 1977 es retirà de la competició però no de la pràctica del motociclisme. Com a soci que era del Moto Club Cingles de Bertí, continuà practicant el trial amb els altres socis i passà a formar part de la junta directiva d'aquesta entitat, tot col·laborant en l'organització del trial de Gallifa i dels Tres Dies dels Cingles. Va continuar formant part de la junta directiva al moto club durant el mandat d'en Joan Carles Esteve.

## Activitat política
Joan Font participa activament en la política municipal de Gallifa com a regidor. El 2011 es va presentar a les eleccions municipals dins la candidatura de Solidaritat Catalana per la Independència (SI) a aquesta població, una llista encapçalada per Jordi Fornas (antic company seu de militància a ERC i ara militant de SI). El 22 de maig de 2011, dia de les eleccions, la seva candidatura aconseguí la majoria absoluta i Fornas passà a ser el nou batlle del municipi, l'únic que aconseguí Solidaritat Catalana per la Independència.
El 30 de març de 2013, Jordi Fornas perdé la batllia després que CiU presentés una moció de censura aprofitant que SI havia quedat en minoria al consistori. Malgrat tot, Fornas i Font continuen a l'oposició dins l'ajuntament.